# Kefalofor

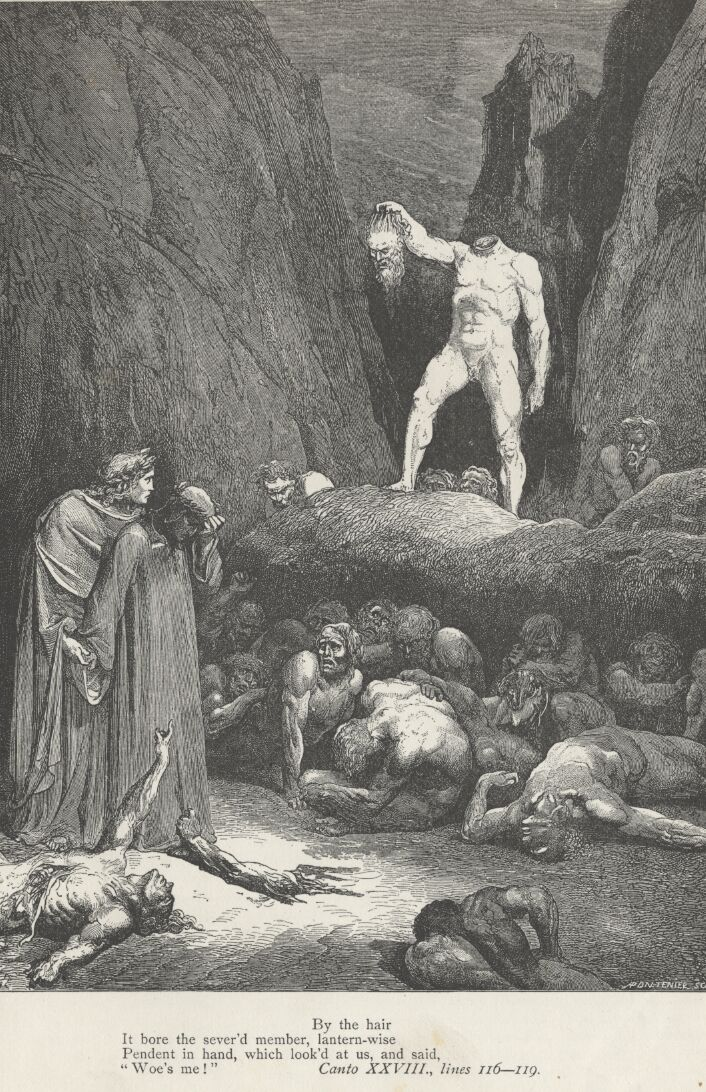
Gustav Doré: Kefalofor v 28. zpěvu Dantova Pekla

Kefalofor  (starořecky: κεφαλοφόρος, česky: hlavu nesoucí) je vyobrazení raně křesťanského světce, mučedníka s vlastní useknutou hlavou v rukou. Je to ikonografický atribut asi dvou desítek svatých. Podle legendy takový světec po popravě svou uťatou hlavu zvedl a na důkaz svatosti s ní vykročil. Termín zavedl v roce 1914 Francouz Marcel Hébert († 1916).

## Historie
Původ takových legend spočívá v lidové víře mnoha národů. krátký pohyb následující po useknutí hlavy nebo končetiny se vyskytuje ve skutečnosti u různých druhů zvířat (kuřata, ještěrky, žáby). Lidé toto pozorování spojovali s nadpřirozenými silami a mocnostmi a přenášeli na lidi. 
Mezi první křesťanské legendy o kefaloforech patří životopis svatého Diviše - Dionýsia z Paříže († kolem 250), kterého Galové údajně sťali na Montmartru, ale on s hlavou v rukou došel až na místo, kde si přál postavit kostel, v Saint Denis. Jeho výskyt ve výtvarných památkách od středověku až po novověk je nejčastější také proto, že je zastoupen i ve skupině Čtrnácti svatých pomocníků. 
Četné legendy podobného charakteru vznikaly v různých oblastech Evropy, ale především ve Francii, kde lze najít také dvojice či trojice kefaloforů.
Z nesvatých kefaloforů je znám příběh trubadúra Bertrana z Bornu, který podle Danta předváděl svou hlavu v Pekle (28. zpěv).

## Seznam svatých kefaloforů
- Alban z Mohuče
- Aphrodisius z Béziers
- Aventin z Larboustu
- Chrysolius
- Clarus z Rochesteru
- Svatý Diviš
- Donnino z Fidenzy
- Eliphius z Rampillonu
- Emygdius z Ascoli
- Exuperantius
- Felix a Regula
- Ferreolus a Ferrutius
- Fragulfus
- Gaudentius ze Saint-Gaudens
- Gemolo
- Génitur z Blancu
- Ginés de la Jara
- Gohard z Nantes
- Helerius z Jersey
- Hilarian z Espalionu
- Justinian z Ramsey
- Justus z Beauvais
- Juthwara z Cornwallu
- Laureanus z Uher
- Lambert ze Zaragozy
- Lucianus z Beauvais
- Libaria z Grandu
- Livarius z Marsalu
- Maurinus zn Agenu
- Mauricius
- Miliau
- Minias z Florencie
- Nectanus z Hartlandu
- Nicasius z Remeše
- Nicasius, Quirinus a Scubiculus
- Noyalia
- Osgyth
- Piatus von Seclin
- Placidus z Disentis
- Principin (z Auvergne)
- Quiteria
- Reverianus z Autunu
- Saturnina
- Solange
- Theonest
- Tréphine
- Trémeur
- Valerie z Limoges
- Vitores de Cerezo
- Winfríd
- Wyllow

## Galerie

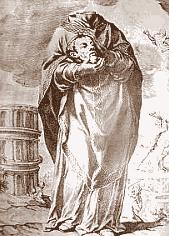
Afrodisius z Béziers
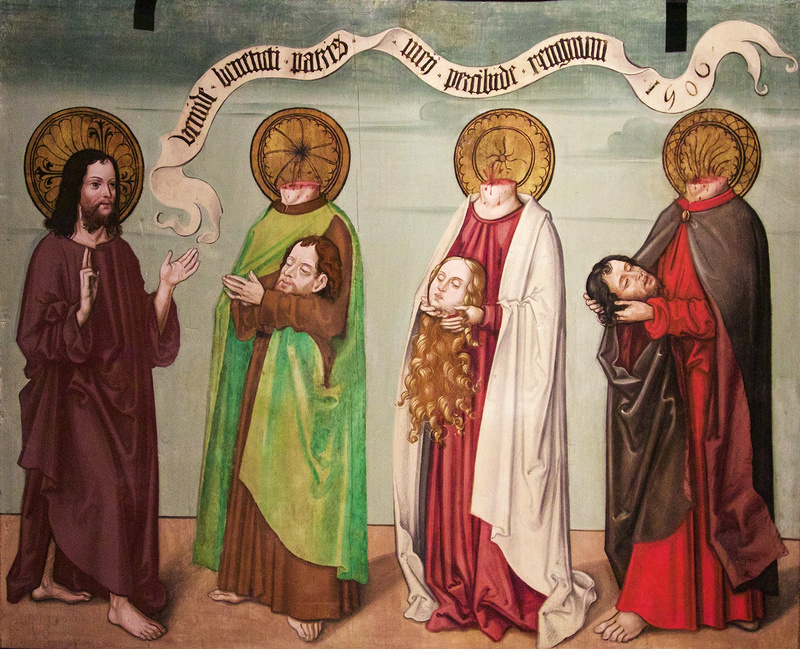
Felix, Regula a Exuperantius
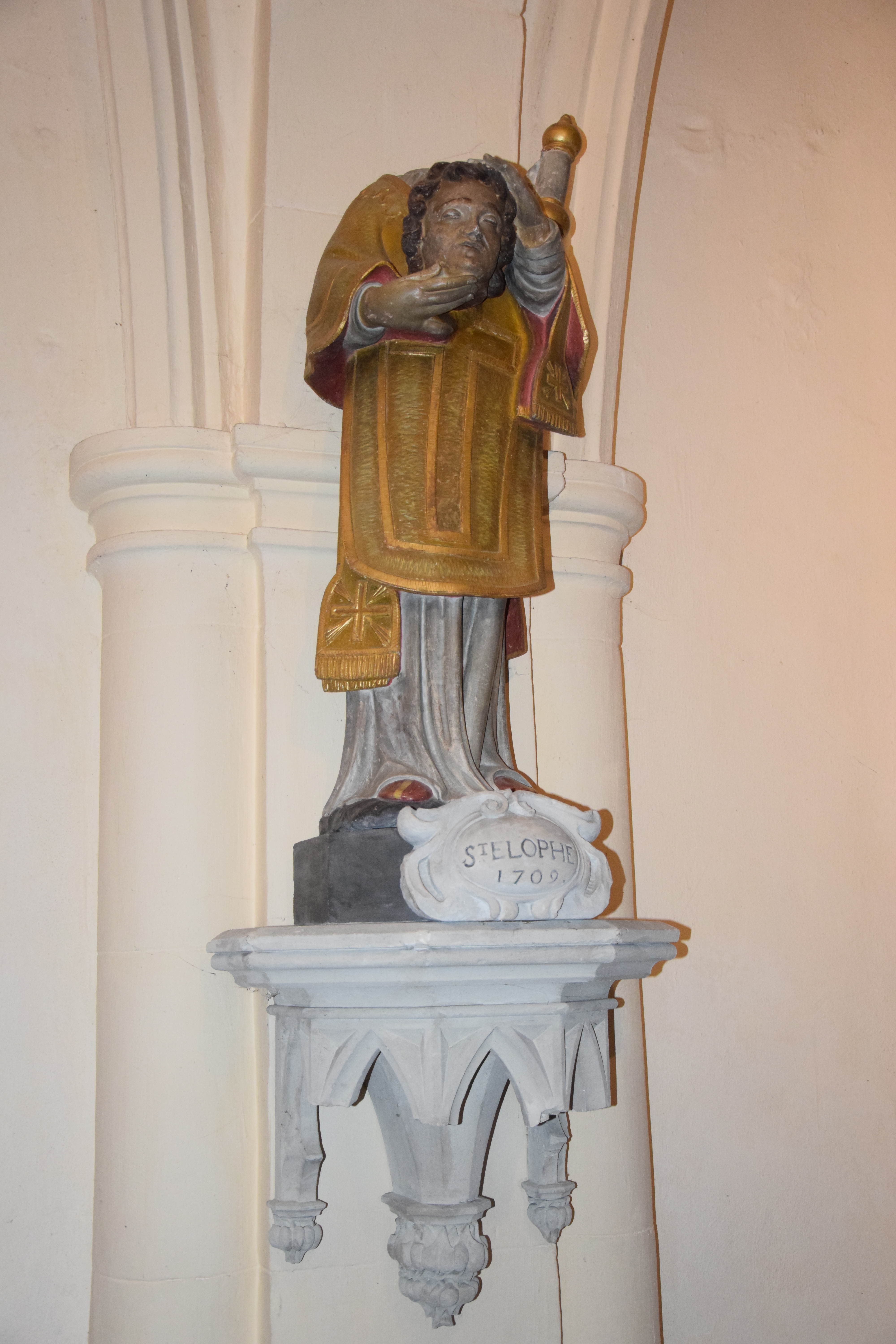
Elifius v Domrémy-la-Pucelle
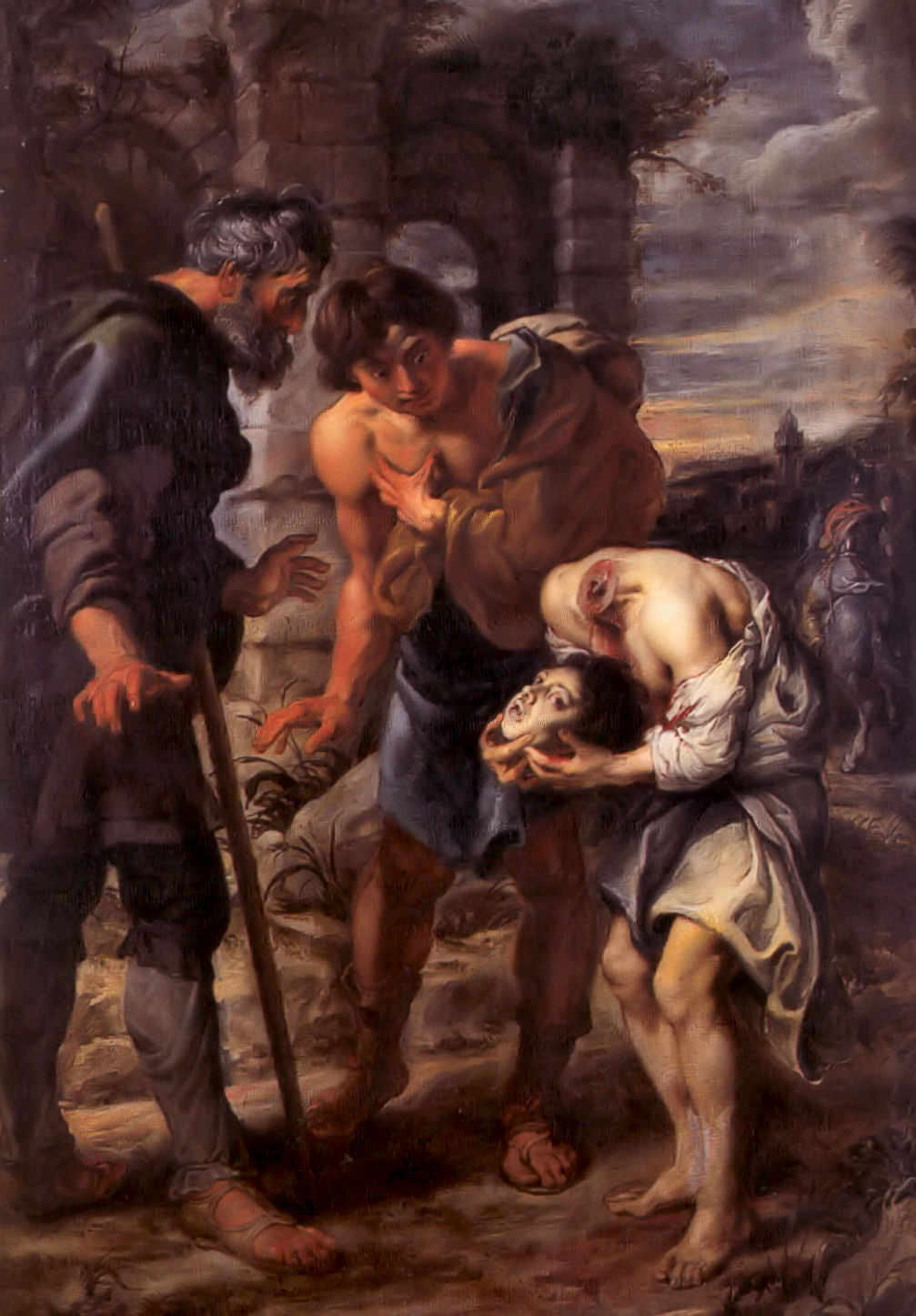
Rubens: Stětí sv. Justa
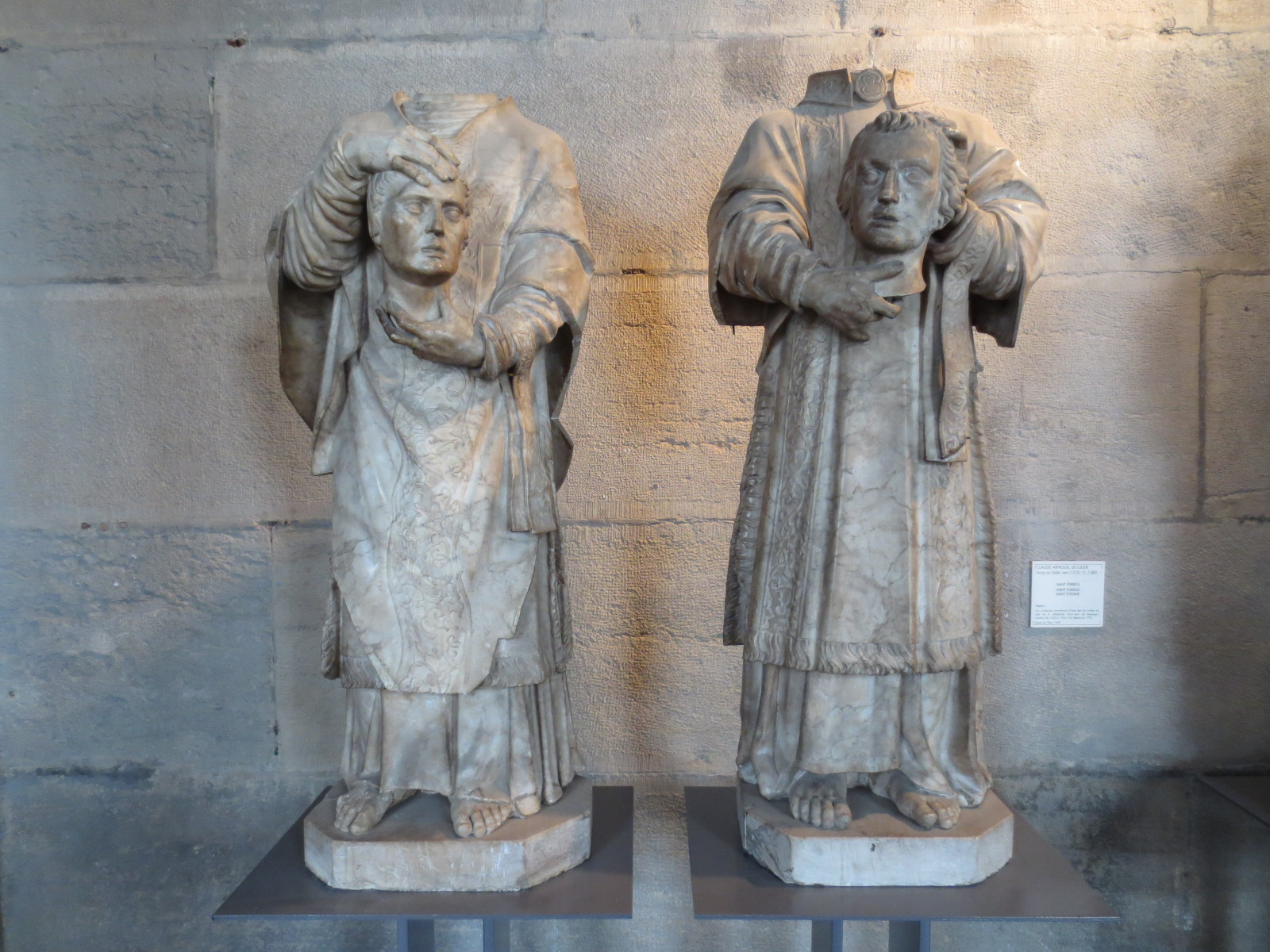
Ferreolus a Ferrutius
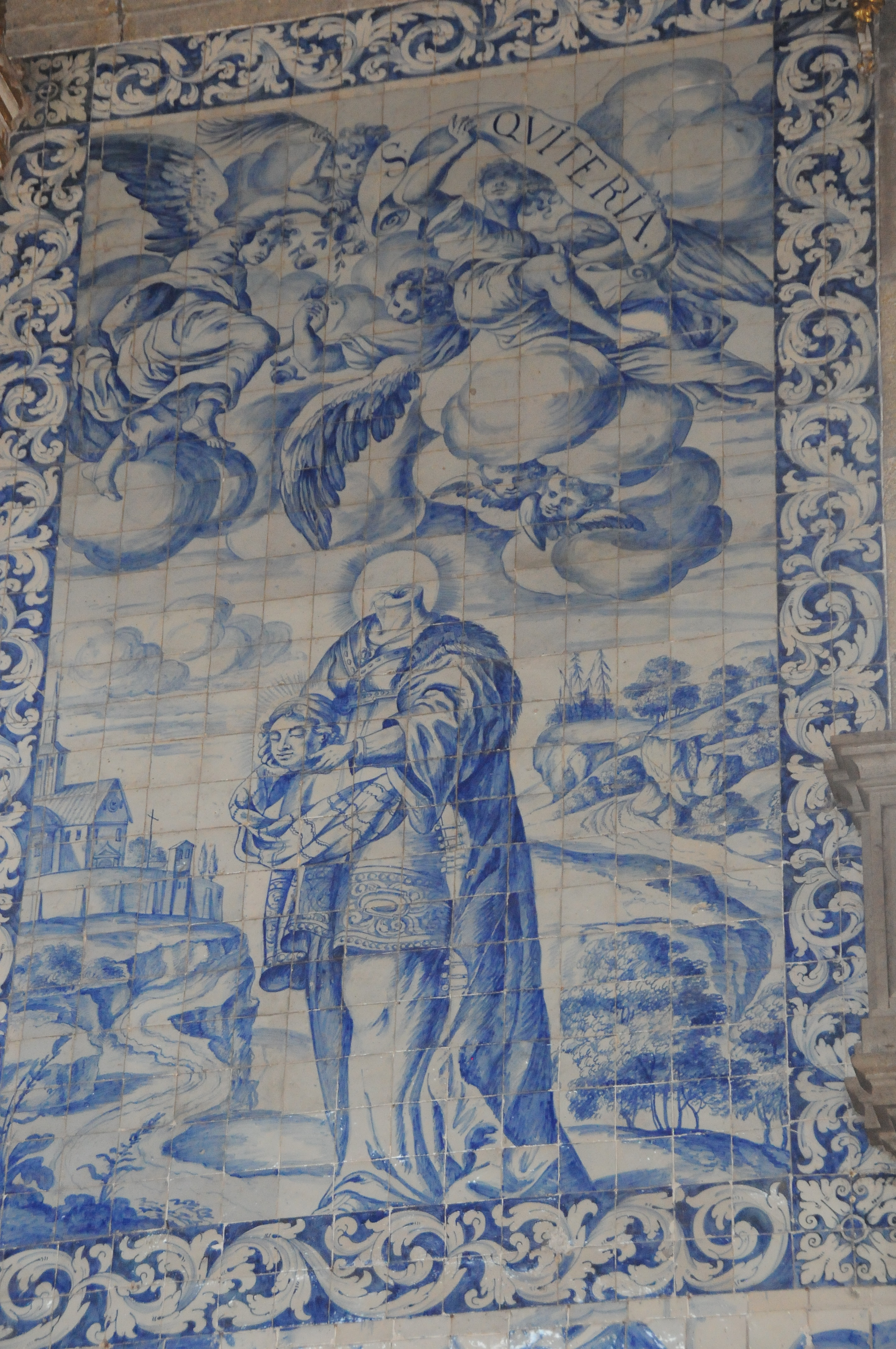
Quiteria
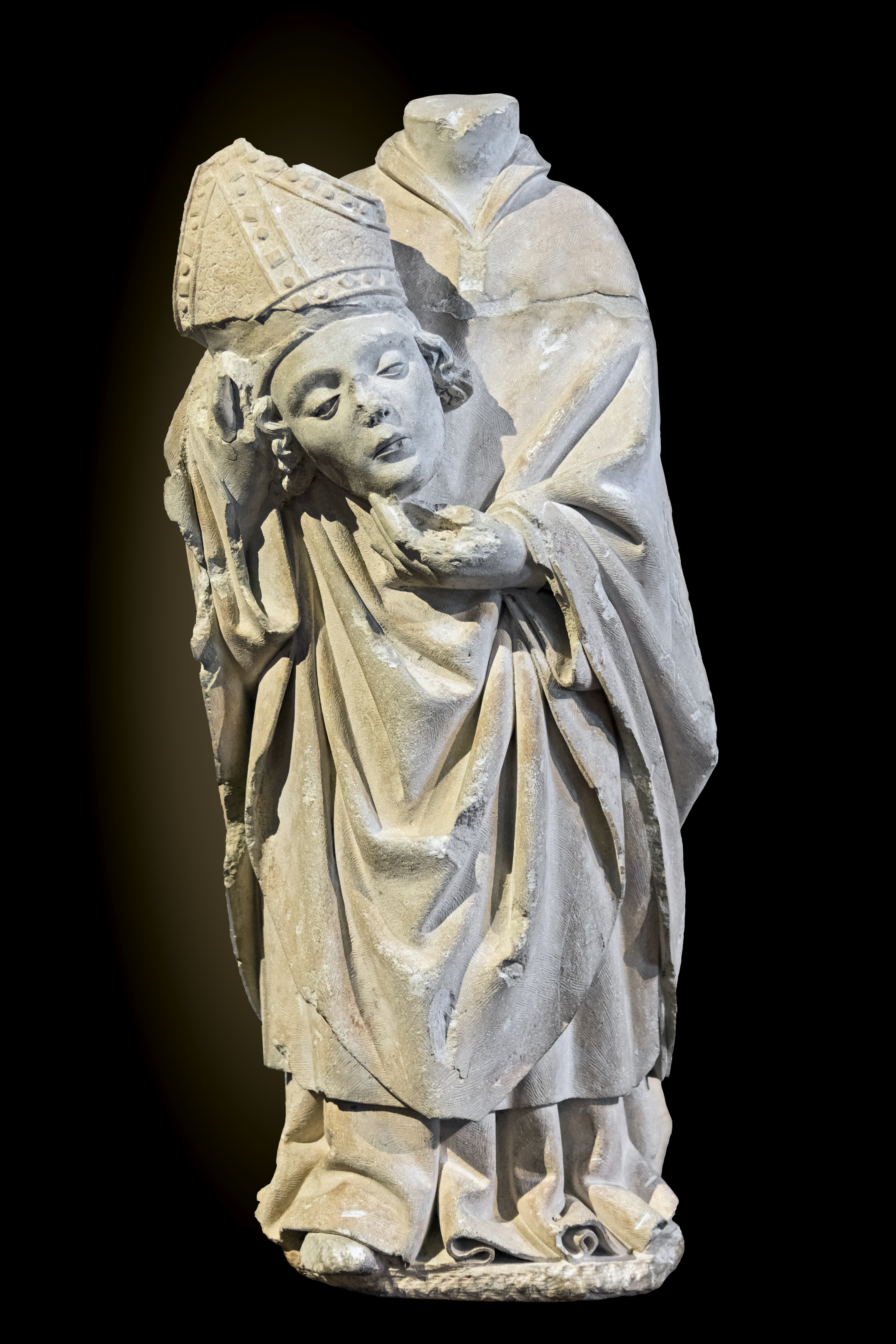
Neurčený světec